# Le Bleymard (kanton)

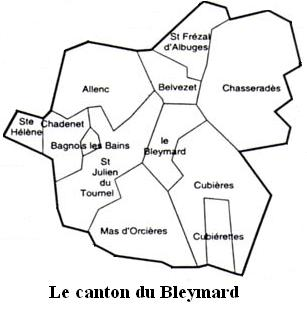
A kanton községei

Le Bleymard kanton (franciául Canton du Bleymard) Lozère megye Mende-i kerületének egyik kantonja, központja Le Bleymard.
Területe 301,90 km², 1999-ben 1787 lakosa volt, népsűrűsége 5,9 fő/km². 12 község tartozik hozzá, melyek (Saint-Julien-du-Tournel kivételével) a Goulet-Mont-Lozère Településtársulást alkotják.
A kanton területének 36%-át (108,60 km²) borítja erdő.

## Községek
| Község neve             | Terület (km²) | Népesség (1999, fő) | Népsűrűség (1999, fő/km²) |
| ----------------------- | ------------- | ------------------- | ------------------------- |
| Allenc                  | 38,58         | 189                 | 4,9                       |
| Bagnols-les-Bains       | 2,40          | 243                 | 101                       |
| Belvezet                | 12,39         | 81                  | 6,5                       |
| Le Bleymard             | 16,36         | 446                 | 27                        |
| Chadenet                | 12,96         | 97                  | 7,5                       |
| Chasseradès             | 61,93         | 150                 | 2,4                       |
| Cubières                | 48,88         | 197                 | 4,0                       |
| Cubiérettes             | 11,34         | 50                  | 4,4                       |
| Mas-d’Orcières          | 36,56         | 131                 | 3,6                       |
| Saint-Frézal-d’Albuges  | 17,20         | 42                  | 2,4                       |
| Sainte-Hélène           | 6,73          | 52                  | 7,7                       |
| Saint-Julien-du-Tournel | 38,57         | 109                 | 2,8                       |
| Le Bleymard kanton      | 301,90        | 1787                | 5,9                       |

## Népesség
| Év   | Lakosság |
| ---- | -------- |
| 1962 | 2689     |
| 1968 | 2282     |
| 1975 | 2088     |
| 1982 | 2024     |
| 1990 | 1755     |
| 1999 | 1787     |